# Bertho III. von Mackenzell
Bertho III. von Mackenzell (* um 1240 in Mackenzell; † 2. November 1300) war von 1271 bis 1273 Fürstabt des Klosters Fulda.

## Leben
Bertho (auch Berthold, Bertholdus) stammte aus dem buchischen Adelsgeschlecht derer von Mackenzell. Er wurde um 1240 auf der kleinen Burg seiner Ministerialen-Familie bei dem Dorf Mackenzell, 2 km südöstlich und heute Stadtteil von Hünfeld, geboren und wurde, als nachgeborener Sohn, wohl bereits im Knabenalter zur Erziehung und Vorbereitung auf den geistlichen Stand in das Kloster Fulda gegeben. Er wurde Mönch und ist dann im Jahre 1266 als Propst des fuldischen Nebenklosters Johannesberg nachgewiesen.
Als Abt Bertho II. von Leibolz am 18. März 1271 während der heiligen Messe in der Jakobskapelle der Abtsburg von einer Schar rebellischer buchonischer Ritter ermordet wurde, erwies sich die Wahl eines Nachfolgers in der naturgemäß aufgewühlten Stimmung als schwierig. Schließlich wurde eine Kommission von sieben Repräsentanten des Konvents gebildet, zu der auch der als aufrichtig und bescheiden geltende Bertho von Mackenzell gehörte, und die Kommission wählte ihn, wenn auch nicht einmütig, zum neuen Abt. Die für Fulda vorgeschriebene päpstliche Bestätigung seiner Wahl erlangte er wegen der langen Vakanz des Apostolischen Stuhles nicht.
Der neue Abt ließ sich Zeit, die Mörder seines Vorgängers zur Rechenschaft zu ziehen. Ob dies daran lag, dass er mit einigen von ihnen verwandtschaftlich verbunden war, oder ob es taktisches Kalkül war, ist nicht klar. Jedenfalls erschien er Weihnachten 1271 mit einem starken Truppenaufgebot in Kirchhasel etwa 3 km nordöstlich von Hünfeld, wo er die Abtsmörder beim Plündern der dortigen Kapelle überraschte und gefangen nahm. Die Brüder Albrecht und Heinrich von Ebersberg, die Anstifter des Mordes, ließ er gefangen nehmen, den dritten Bruder und 30 weitere Ritter sofort mit dem Schwert hinrichten. Albrecht und Heinrich von Ebersberg wurden 1274 in Frankfurt auf Anordnung von König Rudolf gerädert.
Nur wenige Monate später akzeptierte Bertho III., der sich den Anforderungen seines Amtes nicht gewachsen fühlte, den Mainzer Erzbischof Werner von Eppstein als Pfleger des Stifts Fulda. Berthos Furcht vor einem Schisma im Konvent und vor anderen Wirren, wie sie die Abtei gerade erst mit Ritteraufstand und Abtsmord erlebt hatte, dürften dabei eine Rolle gespielt haben. Am 29. April 1272 wurden in Seligenstadt die entsprechenden Vereinbarungen verabschiedet, wonach der Erzbischof die Obhut über die Fuldaer Kirche, Städte und Festungen erhielt, während die Amtsbefugnisse Berthos, der sich den Abtstitel vorbehielt, auf den geistlichen Bereich reduziert wurden. Als Erzbischof Werner dann schon Anfang August 1273 die Pflegschaft des Reichsstifts niederlegte, wäre Bertho wieder in den uneingeschränktem Besitz seiner Rechte gekommen, aber er verzichtete dann auf alle Rechte aus seiner Abtswahl und machte damit den Weg frei für die Kür eines Nachfolgers.
Er ging als Propst in die nahe Propstei Neuenberg (Andreasberg), ein Nebenkloster der Abtei Fulda, wo er noch bis 1279 nachgewiesen ist.
Spätestens 1289, wohl aber schon 1279, wurde er Propst des fuldischen Tochterklosters Holzkirchen, wo er am 2. November 1300 verstarb.